# Анна фон Мансфелд
Анна фон Мансфелд (на немски: Anna von Mansfeld; * 30 август 1579; † 7 август 1620 в Лих) е графиня от Мансфелд-Фордерорт-Борнщет и чрез женитба графиня на Золмс-Лих и господарка на Хоензолмс.

## Произход
Тя е дъщеря на граф Бруно I фон Мансфелд-Борнщет (1545 – 1615) и съпругата му графиня Кристина фон Барби-Мюлинген (1551 – 1605), дъщеря на граф Волфганг I фон Барби-Мюлинген (1502 – 1565) и Агнес фон Мансфелд (1511 – 1558), дъщеря на Гебхард VII фон Мансфелд-Мителорт.
Умира на 7 август 1620 г. на 40 години в Лих и е погребана там.

## Фамилия
Анна фон Мансфелд се омъжва на 8 януари 1598 г. в замък Борнщет в Саксония-Анхалт за граф Ернст II фон Золмс-Лих-Хоензолмс (* 6 юли 1563; † 24 август 1619 в Лих), третият син на граф Ернст I фон Золмс-Лих (1527 – 1590) и съпругата му графиня Маргарета фон Золмс-Браунфелс (1541 – 1594). Те имат 13 деца:
- Маргарета Христина (* 19 декември 1598; † 19 септември 1600)
- Мария Сабина (* 9 октомври 1600; † 5 февруари 1665), канониса в Гандерсхайм (1645), абатиса на Гандерсхайм (1650)
- Ернст (* 25 септември 1601; † 26 ноември 1602)
- Анна Агнес (* 21 октомври 1602; † 31 януари 1603)
- Магдалена Елизабет (* 25 октомври 1603; † сл. 1629)
- дете (* юли 1607; † август 1607)
- Христиан Бруно (* 8 август 1608; † 17 октомври 1608)
- Луиза Катарина (* 19 август 1609; † 11 октомври 1690)
- Филип Хайнрих (* 24 септември 1610; † 4 април 1611)
- Мария Юлиана (* 16 ноември 1612; † 19 април 1613)
- Ото Себастиан (* 14 ноември 1614; † 14 януари 1632), убит на 17 години в битката при Молсхайм в Елзас, граф на Золмс-Лих
- Йоханета (* 22 януари 1617; † 18 септември 1622)
- Лудвиг Христоф (* 6 октомври 1618; † 27 септември 1650), граф на Золмс-Лих, женен на 1 април 1641 г. в дворец Дирдорф за Амьона Амалия фон Вид-Нойвид (1618 – 1680), дъщеря на граф Херман II фон Вид-Нойвид и графиня Юлиана Доротея фон Золмс-Хоензолмс